# Ellezelles
 (mai 2021).
Ellezelles (en picard Elzîle, en néerlandais Elzele) est un village et une commune belge située en Région wallonne dans la province du Hainaut. Ellezelles fait partie du Pays des Collines caractérisé par son aspect vallonné, et du Parc naturel du Pays des Collines.

## Géographie
Le Parc naturel du Pays des Collines est de 23.327 hectares pour environ 28.000 habitants, et comprend les communes d’Ellezelles, de Flobecq, de Frasnes-lez-Anvaing, de Mont-de-l’Enclus et une partie de la commune d’Ath (les villages de Mainvault, Houtaing et Ostiches), et recherche l'aménagement harmonieux du territoire .

### Localités
La commune d'Ellezelles compte trois sections ainsi que de très nombreux hameaux.
Sections : Ellezelles, Lahamaide et Wodecq.
| #    | Nom                                      | Superficie (km2) | Population (1976) | Densité de population (hab./km2) |
| ---- | ---------------------------------------- | ---------------- | ----------------- | -------------------------------- |
| I IV | Ellezelles - Ellezelles - Grand-Monchaut | 23,96            |                   |                                  |
| II   | Lahamaide                                | 7,74             | 420               | 54                               |
| III  | Wodecq                                   | 15,81            | 1170              | 74                               |

Ellezelles et ses anciens villages fusionnés en 1977. Les zones en jaune représentent les noyaux urbains.

Hameaux : Anaise, Arlochoir, Arbre-Saint-Pierre, Aulnoit, Beaufaux, Blanc-Scourchet, Bracles, Bruyère, Buis, Cambron, Camp-et-Haie, Chemin-Mitoyen, Cinquant, Commont, Cornet, Crimont, Fourquepire, Frimbuis, Gauquier, Grand-Monchaut, Haillemont, Haizette, Maclinoire, Marloyaux, Miclette, Mont, Padraye, Paradis, Petit-Hameau, Prés, Quatre-Chemins, Quatre-Vents, Quesnoit, Rigaudry, Rome, Ronsart, Scoupignies, Seménil, Trieu-à-Staques, Vert-Marais, Vieux-Moulin et Warte.
Le Breucq, Haute-Durenne (aussi appelé "La Haute") et Cocambre sont des anciens hameaux détachés d’Ellezelles et rattachés à Renaix en 1963 et La Houppe est un ancien hameau détaché d’Ellezelles et rattaché à Flobecq.

## Démographie

### Démographie: avant la fusion des communes
- Source : DGS recensements population

### Démographie: commune fusionnée
En tenant compte des anciennes communes entraînées dans la fusion de communes de 1977, on peut dresser l'évolution suivante :
Les chiffres des années 1831 à 1970 tiennent compte des chiffres des anciennes communes fusionnées.
- Source : DGS, de 1831 à 1981=recensements population ; à partir de 1990 = nombre d'habitants chaque 1er janvier[4]

## Héraldique
|  | Blason d'Ellezelles. La division du bouclier fait référence aux moulins à vent locaux, points de repère typiques de la région. Les diamants proviennent des armoiries de la famille Rohan, seigneurs de La Hamaide au XVe siècle. Blasonnement : Gironné d'or et de gueules de huit pièces, chaque giron du second chargé d'une mâcle du premier, à un écusson d'or à la hamaide de gueules posée en abîme. |

## Politique

### 2024-2030
Ci-dessous, le tableau des résultats des élections communales de 2024.
| Parti | Parti | Voix (2024) | Voix (2018) | % (2024) | % (2018) | +/-    | Sièges  | +/- | Collège |
| ----- | ----- | ----------- | ----------- | -------- | -------- | ------ | ------- | --- | ------- |
|       | ECOLO | 405         | 561         | 10,45%   | 13,87%   | 3.42 % | 1 / 17  | 1.0 | Non     |
|       | PS    | 608         | 1.027       | 15,69%   | 25,40%   | 9.71 % | 2 / 17  | 2.0 | Non     |
|       | MR    | 832         | 716         | 21,47%   | 17,71%   | 3.77 % | 3 / 17  | 0.0 | Non     |
|       | LB    | 2.030       | 1.740       | 52,39%   | 43,03%   | 9.36 % | 11 / 17 | 3.0 | Oui     |
| Total | Total | 3 875       | 4 044       | 100 %    | 100 %    |        | 17      |     |         |

Le conseil d'Ellezelles est une coalition du cdH-LB et de ECOLO.
Le Collège communal est composé par les personnes suivantes :
| Collège communal   | Collège communal      |                                    |
| ------------------ | --------------------- | ---------------------------------- |
| Bourgmestre        | Alexandre Boitte      | Les Engagés - Liste du Bourgmestre |
| 1er Échevin        | Jean-Baptiste Deramée | Les Engagés - Liste du Bourgmestre |
| 2e Échevin         | Frédéric Hustache     | Les Engagés - Liste du Bourgmestre |
| 3e Échevin         | Antoine Vandereecken  | Liste du Bourgmestre               |
| 4e Échevine        | Nathalie Blin-Blomart | Liste du Bourgmestre               |
| Présidente du CPAS | Pascaline Lejour      | Liste du Bourgmestre               |

### Résultats des élections communales depuis 1976
| Parti                    | 10-10-1976 | 10-10-1976 | 10-10-1982 | 10-10-1982 | 9-10-1988 | 9-10-1988 | 9-10-1994 | 9-10-1994 | 8-10-2000 | 8-10-2000 | 8-10-2006 | 8-10-2006 | 14-10-2012 | 14-10-2012 | 14-10-2018 | 14-10-2018 |
| Votes / Sièges           | %          | 17         | %          | 17         | %         | 17        | %         | 17        | %         | 17        | %         | 17        | %          | 17         | %          | 17         |
| ------------------------ | ---------- | ---------- | ---------- | ---------- | --------- | --------- | --------- | --------- | --------- | --------- | --------- | --------- | ---------- | ---------- | ---------- | ---------- |
| PS                       | -          |            | -          |            | -         |           | 37        | 7         | 35,69     | 7         | 30,72     | 5         | 27,59      | 5          | 25,39      | 4          |
| PSC1/cdH2/cdH-LB3/LB4    | 49,391     | 9          | 28,071     | 4          | 34,831    | 5         | 27,091    | 4         | 25,271    | 4         | 35,612    | 7         | 43,793     | 8          | 43,044     | 8          |
| ECOLO                    | -          |            | -          |            | -         |           | -         |           | 6,73      | 0         | 4,4       | 0         | 9,52       | 1          | 13,87      | 2          |
| PRL-IC1/PRL-MCC2/MR3/IC4 | -          |            | -          |            | -         |           | 35,911    | 6         | 32,312    | 6         | 29,273    | 5         | 19,14      | 3          | 17,703     | 3          |
| IC                       | 47,67      | 8          | 68,96      | 13         | 65,17     | 12        | -         |           | -         |           | -         |           | 19,1       | 3          | -          |            |
| PCB                      | 2,93       | 0          | -          |            | -         |           | -         |           | -         |           | -         |           | -          |            | -          |            |
| PRD                      | -          |            | 2,97       | 0          | -         |           | -         |           | -         |           | -         |           | -          |            | -          |            |
| Total des votes          | 3872       | 3872       | 3821       | 3821       | 3900      | 3900      | 4050      | 4050      | 4065      | 4065      | 4204      | 4204      | 4276       | 4276       | 4335       | 4335       |
| Présence %               |            |            |            |            | 96,04     | 96,04     | 94,91     | 94,91     | 93,32     | 93,32     | 94,62     | 94,62     | 92,67      | 92,67      | 92,35      | 92,35      |
| Blancs et nuls %         | 2,27       | 2,27       | 3,79       | 3,79       | 4,82      | 4,82      | 4,84      | 4,84      | 6,74      | 6,74      | 4,76      | 4,76      | 5,47       | 5,47       | 6,69       | 6,69       |

## Patrimoine
Ellezelles comporte de nombreux sites remarquables, notamment lié au passé industriel et agricole du village :
- Le moulin à vent du Cat Sauvage (1751) ;
- Le moulin de la Rigaudrye (ruines) ;
- Le moulin à eau du Tordoir, avec roue à aubes ;
- Le moulin à eau du Moufflu (Wodecq) ;
- L'église Saint-Pierre-aux-Liens ;
- L'église Saint-Antoine de Padou (Grand-Monchaut) ;
- L'église Saint-Quentin (Wodecq) ;
- L'église Sainte-Marie Madeleine (Lahamaide) ;
- Les écuries de l'ancien château de Lahamaide, seuls vestiges du château comtal de la famille d'Egmont (Lahamaide)[13];
- La chapelle Notre-Dame de la Paix (1672) ;
- L'ancien Couvent de la Visitation[14];
- Les monuments aux morts de la Première et de la Seconde Guerre Mondiale ;
- Le pilori d'Ellezelles ;
- La fontaine de la sorcière et son bas-relief folklorique ;
- La cabine électrique et son bas-relief folklorique ;
- L'écomusée de Lahamaide ;
- De nombreuses chapelles et potales ;
- Le sentier de l'étrange (parcours ensorcelé de 6 km à travers la campagne ellezelloise agrémenté de personnages endiablés issus de l'imagination de Jacques Vandewattyne) ;
- La Maison Vivante du Pays des Collines (Office de tourisme d'Ellezelles et du Parc Naturel du Pays des Collines), ancienne maison communale[15].

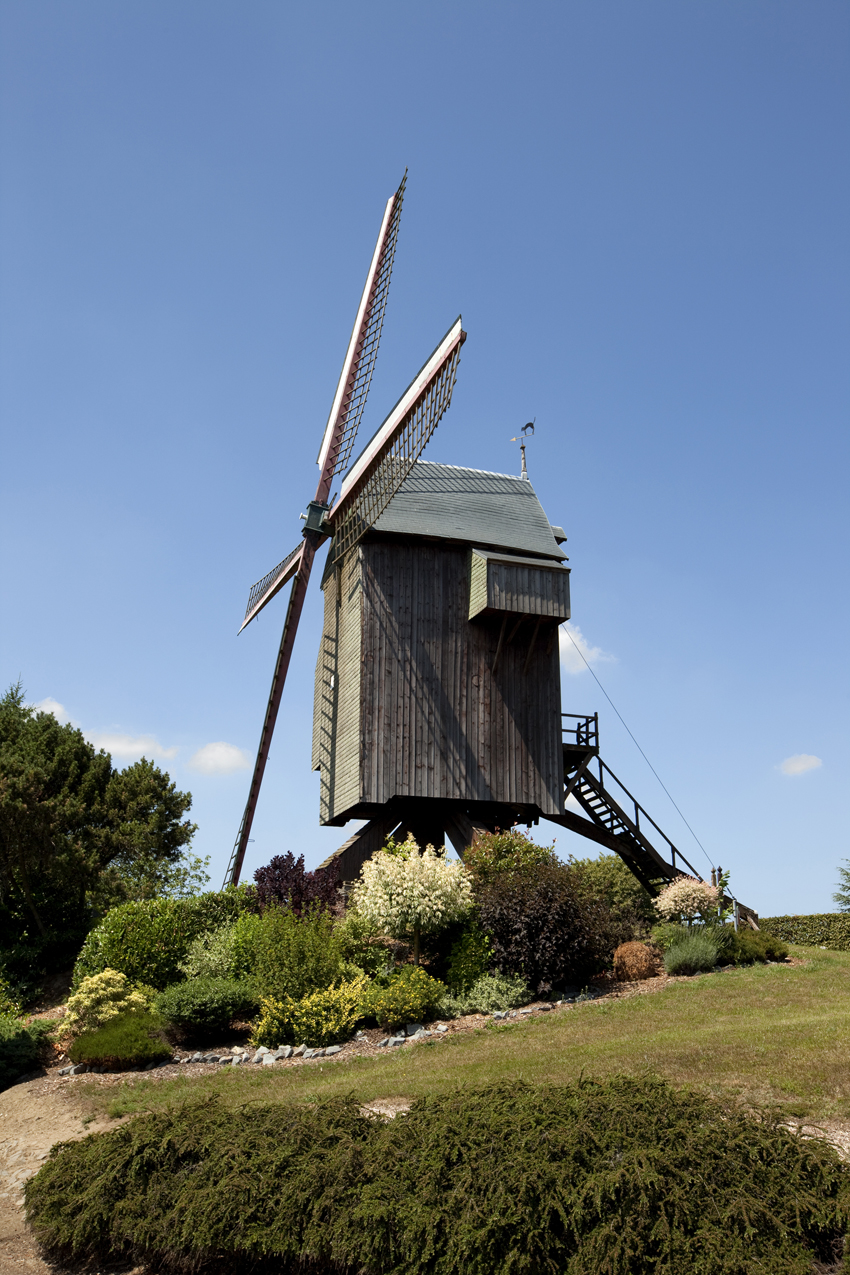
Moulin du Cat Sauvage.
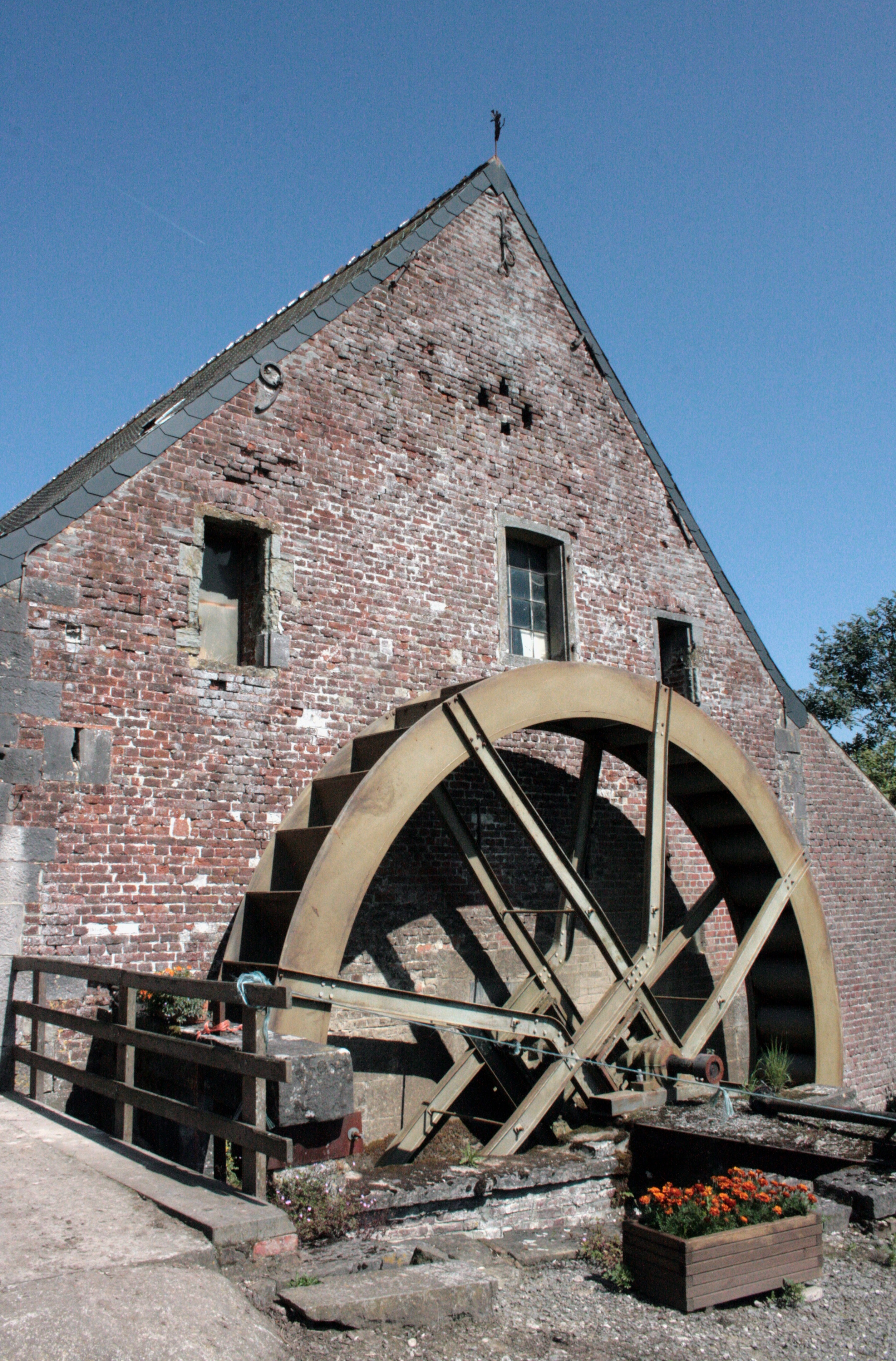
Moulin du Tordoir.
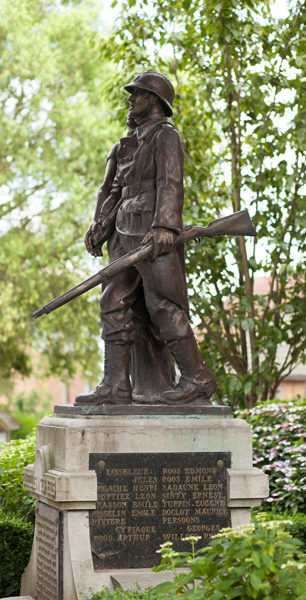
Monument aux morts d'Ellezelles.
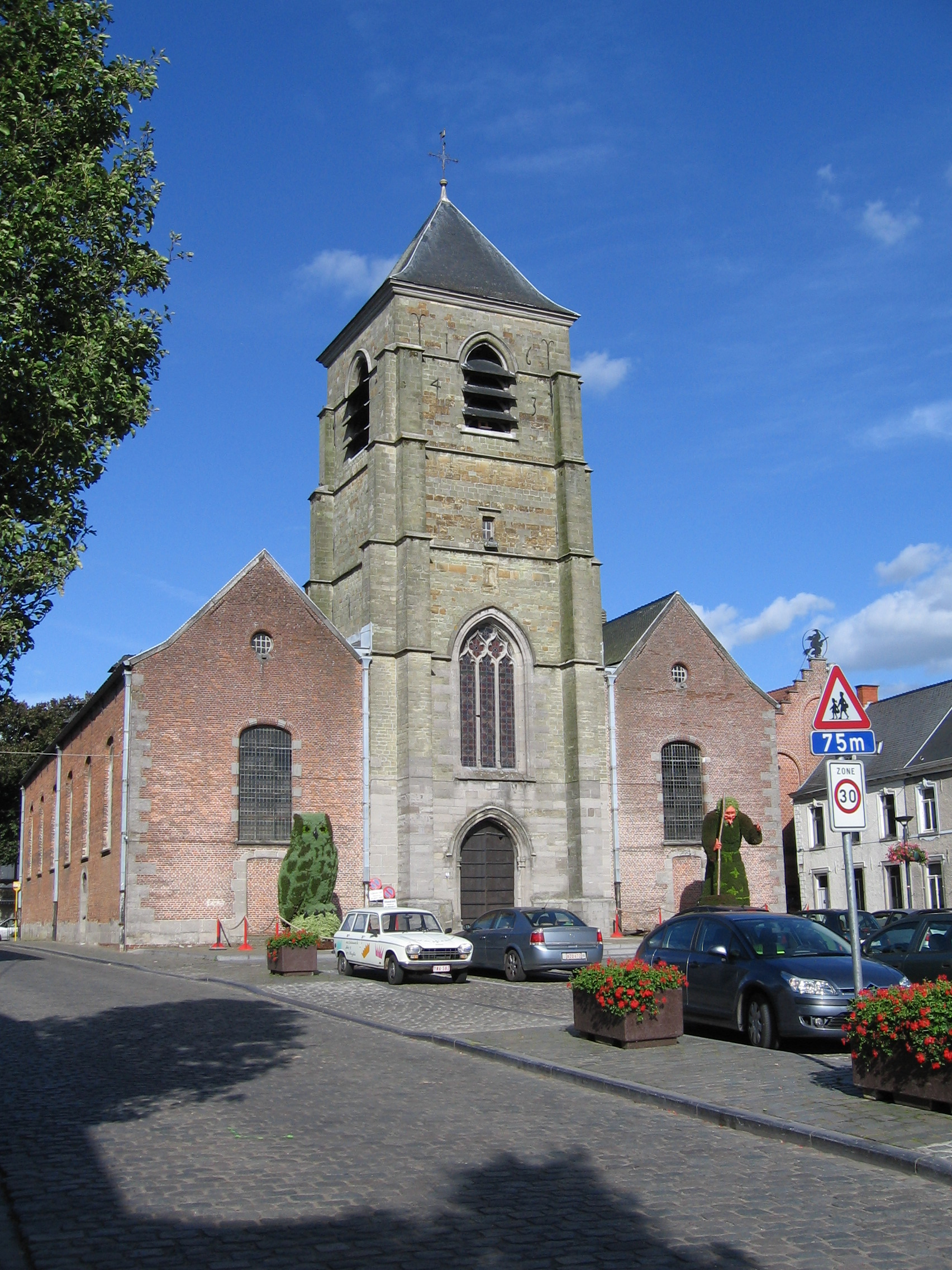
Eglise Saint-Pierre-aux-Liens.
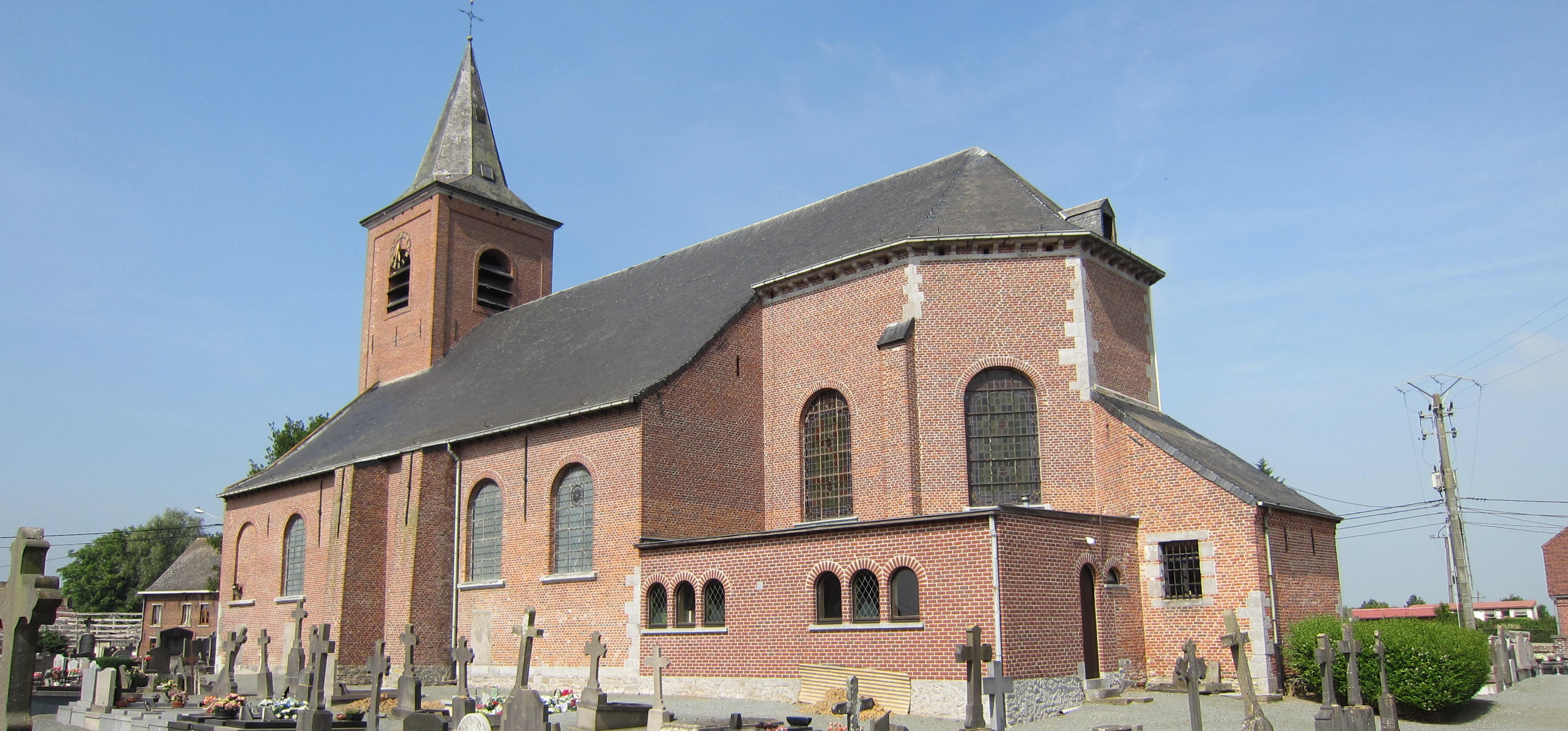
Eglise Sainte-Marie-Madeleine (Lahamaide).
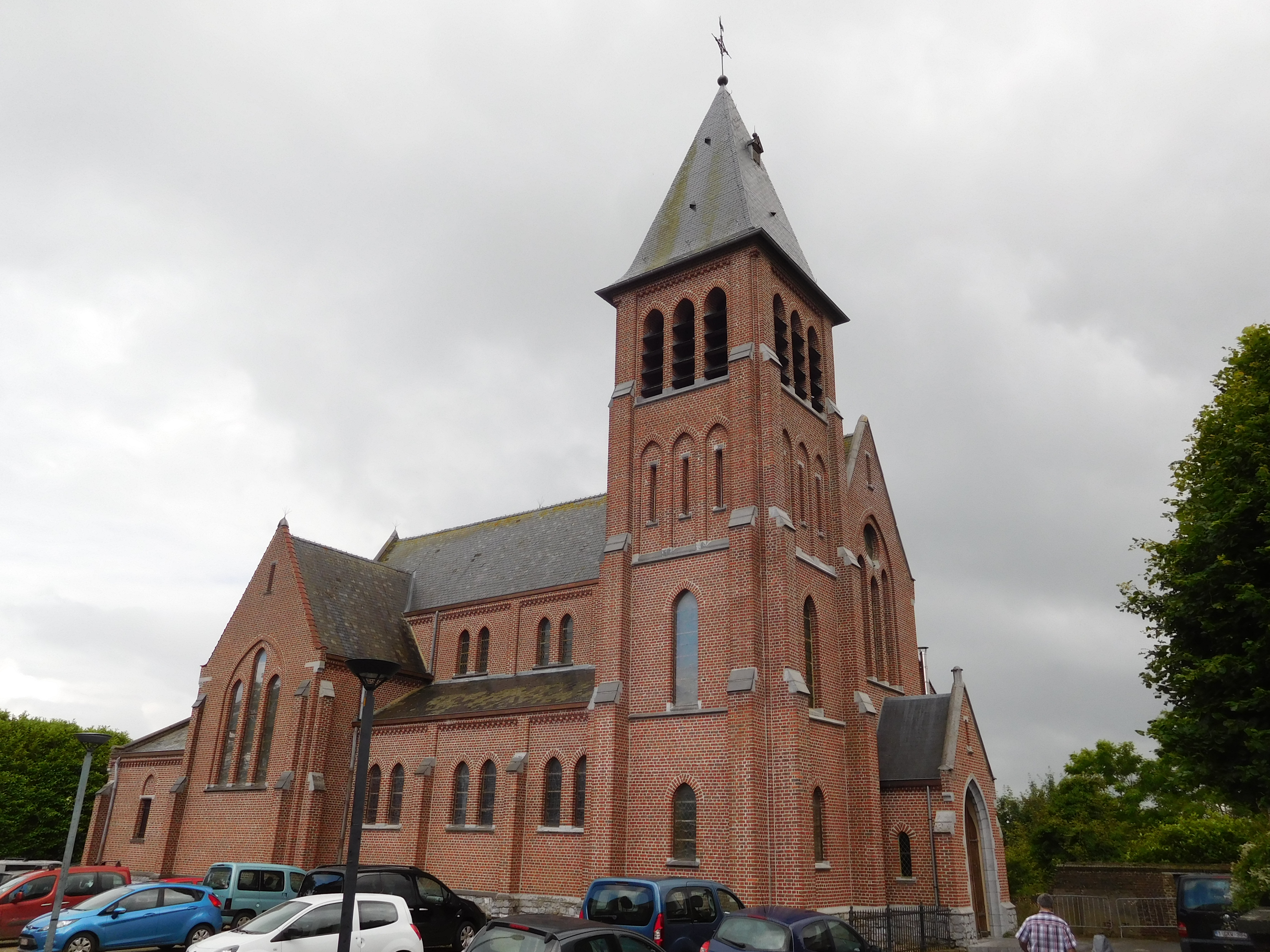
Eglise Saint-Antoine-de-Padou (Grand-Monchaut).
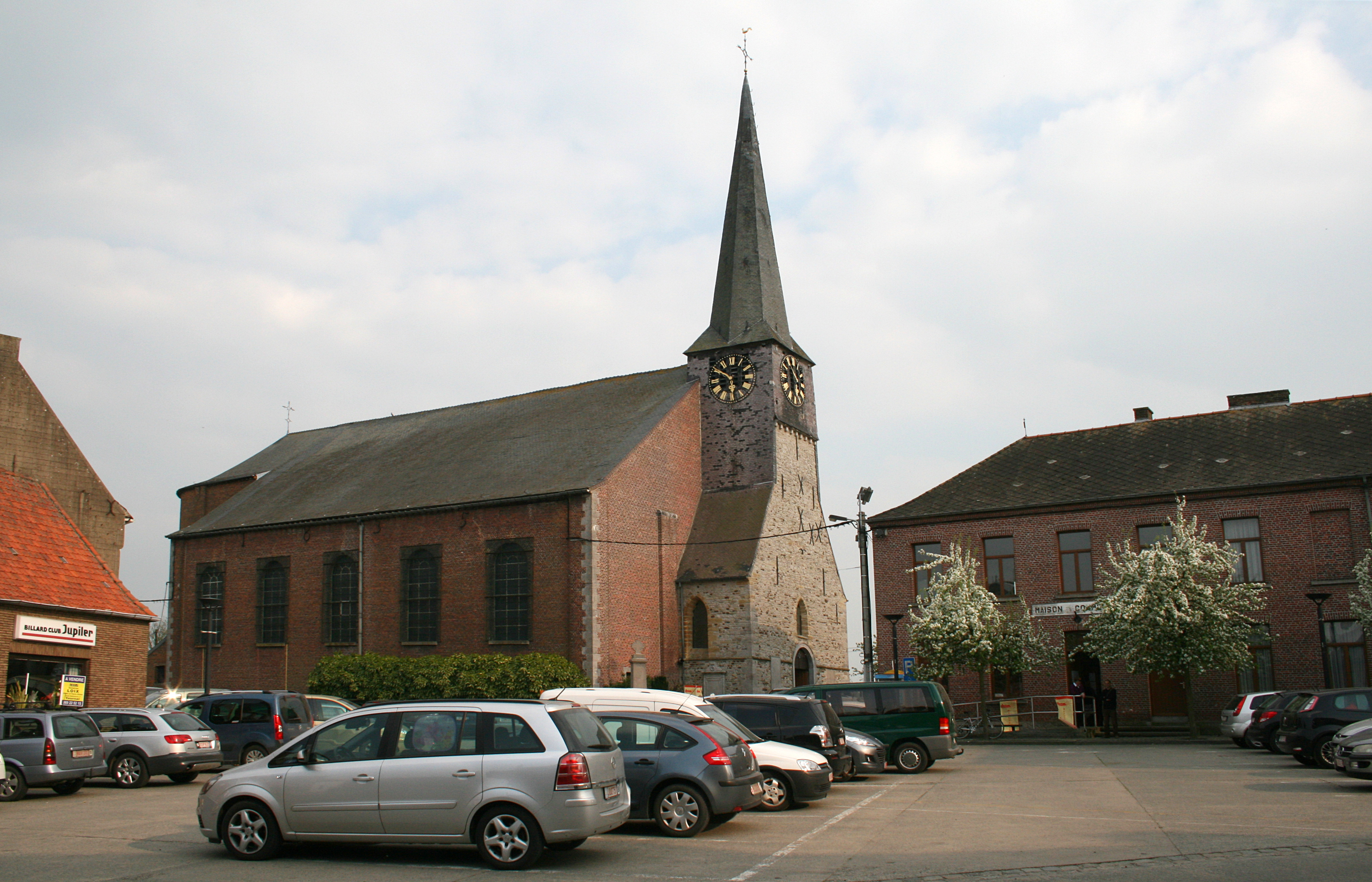
Eglise Saint-Quentin (Wodecq).
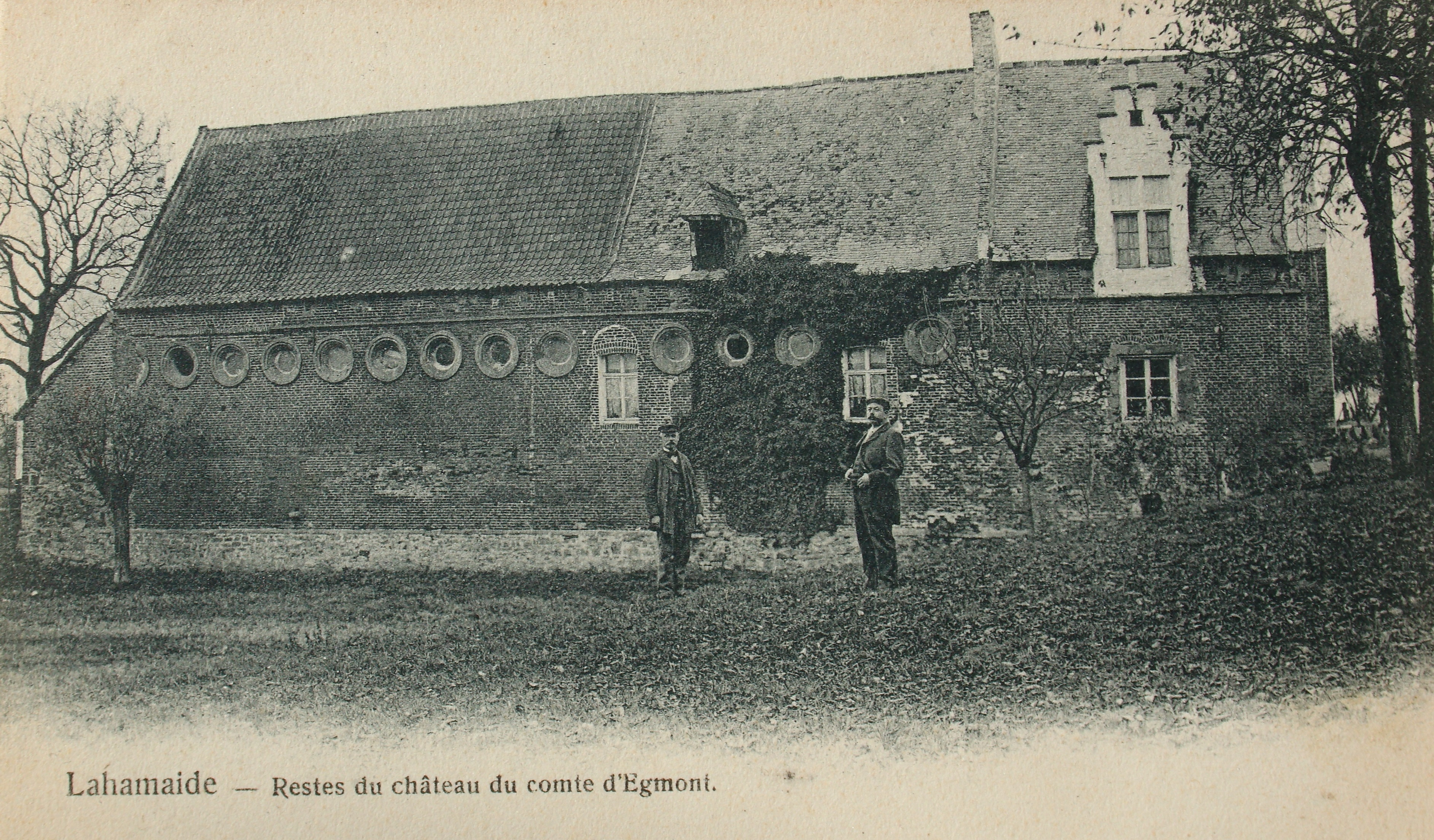
Anciennes écuries du château des Comtes d'Egmont (Lahamaide).
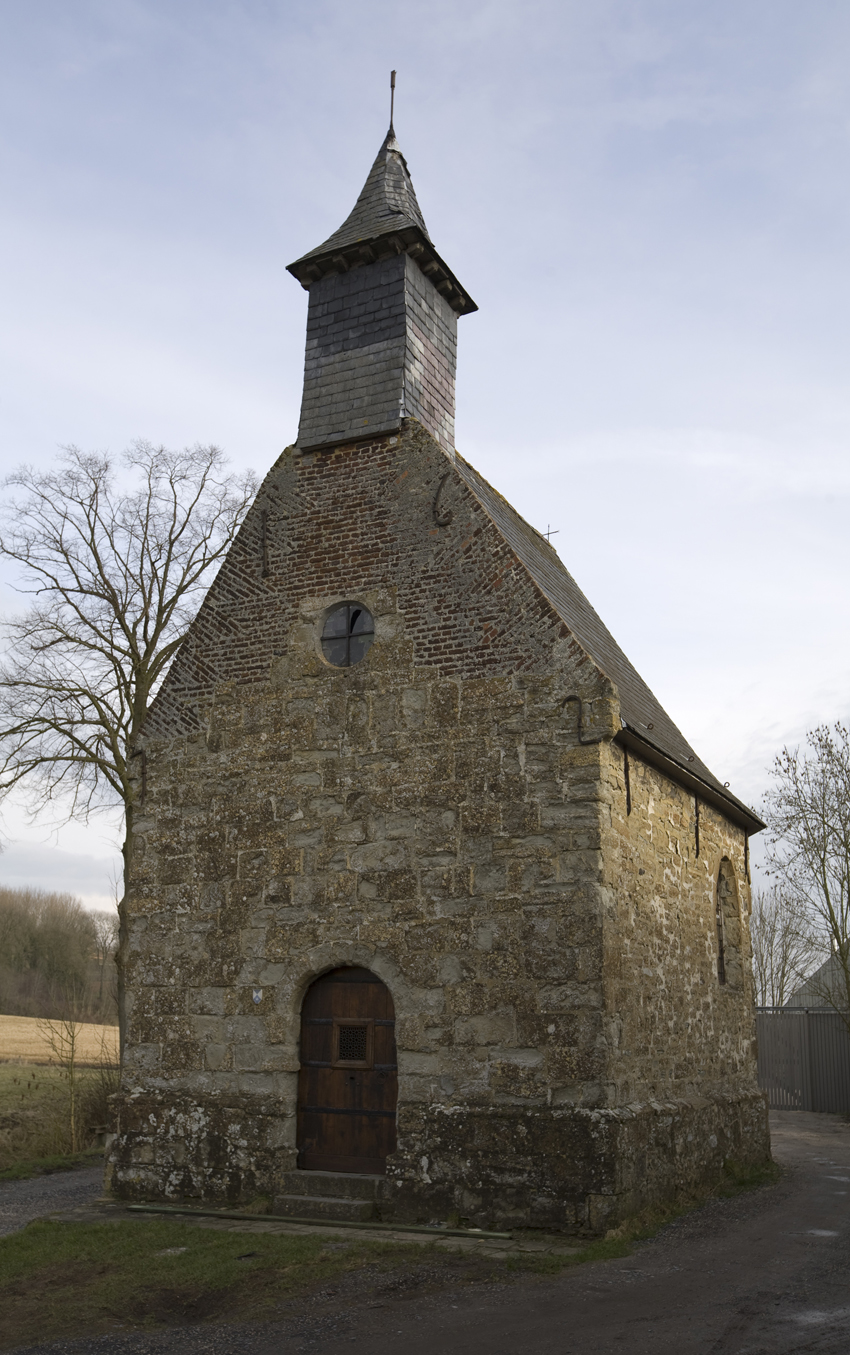
Chapelle Notre-Dame de la Paix.
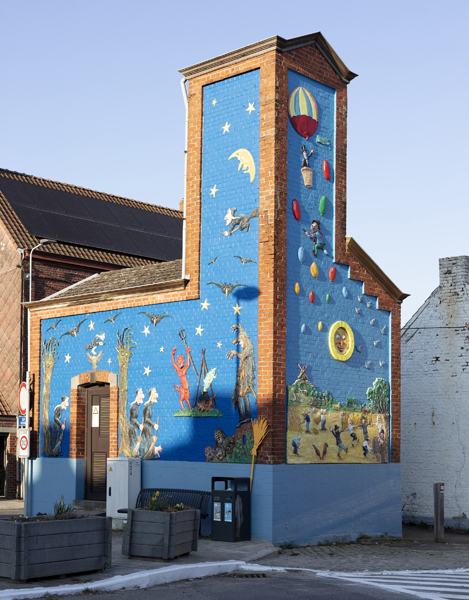
Cabine électrique et son bas-relief folklorique.
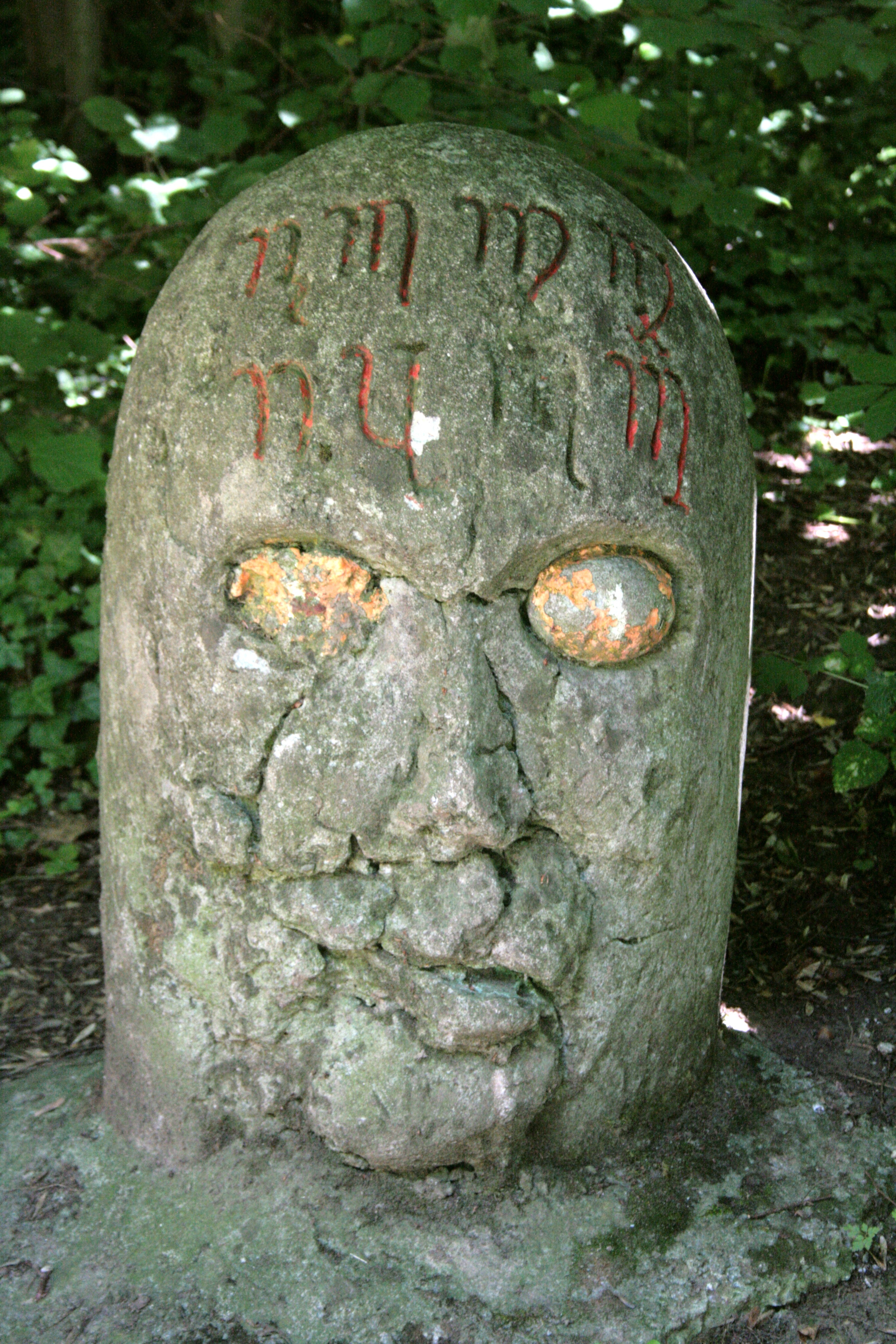
Statue du Sentier de l'étrange.

## Culture

#### Folklore - Festivités
- Sabbat des Sorcières d'Ellezelles (dernier samedi de juin)
- Cortège de la Ducasse « Jean-Jean doû Ballon » (lundi de Pentecôte). Fête locale devenue cortège international, célébrant la chute d'une montgolfière au XIXe siècle.
- Fête du 1er avril et souper aux saurets (chaque 1er avril)
- Foire aux Artisans (troisième dimanche de septembre)
- Marché aux puces (jeudi de l'ascension)
- Ducasse Saint-Roch (quartier de l'ancienne gare d'Ellezelles, week-end suivant le 15 août)
- Ducasse Saint-Pîr (ducasse des hameaux Grand-Monchaut et de l'Arbre-Saint-Pierre, week-end suivant le 13 juin, fête de Saint-Antoine)
- Fête de la moisson à l'ancienne (Lahamaide, premier dimanche d'août)
- Ducasses de Wodecq (premier week-end de mai et second week-end de septembre)

##### Géants
Depuis 1948, le village d'Ellezelles possède ses propres géants de cortèges :
- Jean-Jean (1948) : bourgmestre folklorique du hameau de Guinaumont, géant de la Ducasse Jean-Jean dou Ballon.
- Jeannette (1948) : épouse de Jean-Jean, géante de la Ducasse Jean-Jean dou Ballon[16].
- Quintine (1973, recréée en 2017) : femme présumée sorcière exécutée en 1610, géante du Sabbat des Sorcières d'Ellezelles[17].
- Malfada (1998) : géante sorcière du Sabbat des Sorcières d'Ellezelles.
- Osvald le Meunier (1984) : géant, aujourd'hui disparu, du groupe folklorique des meuniers du Cat-Sauvage.
- Jean Ronsse (1981, recréé en 2022) : ancien organisateur de la Ducasse Saint-Pierre et tenancier de café au Grand-Monchaut.
- Renelde (1981, recréée en 2022) : ancienne organisatrice de la Ducasse Saint-Pierre et tenancière de café au Grand-Monchaut.

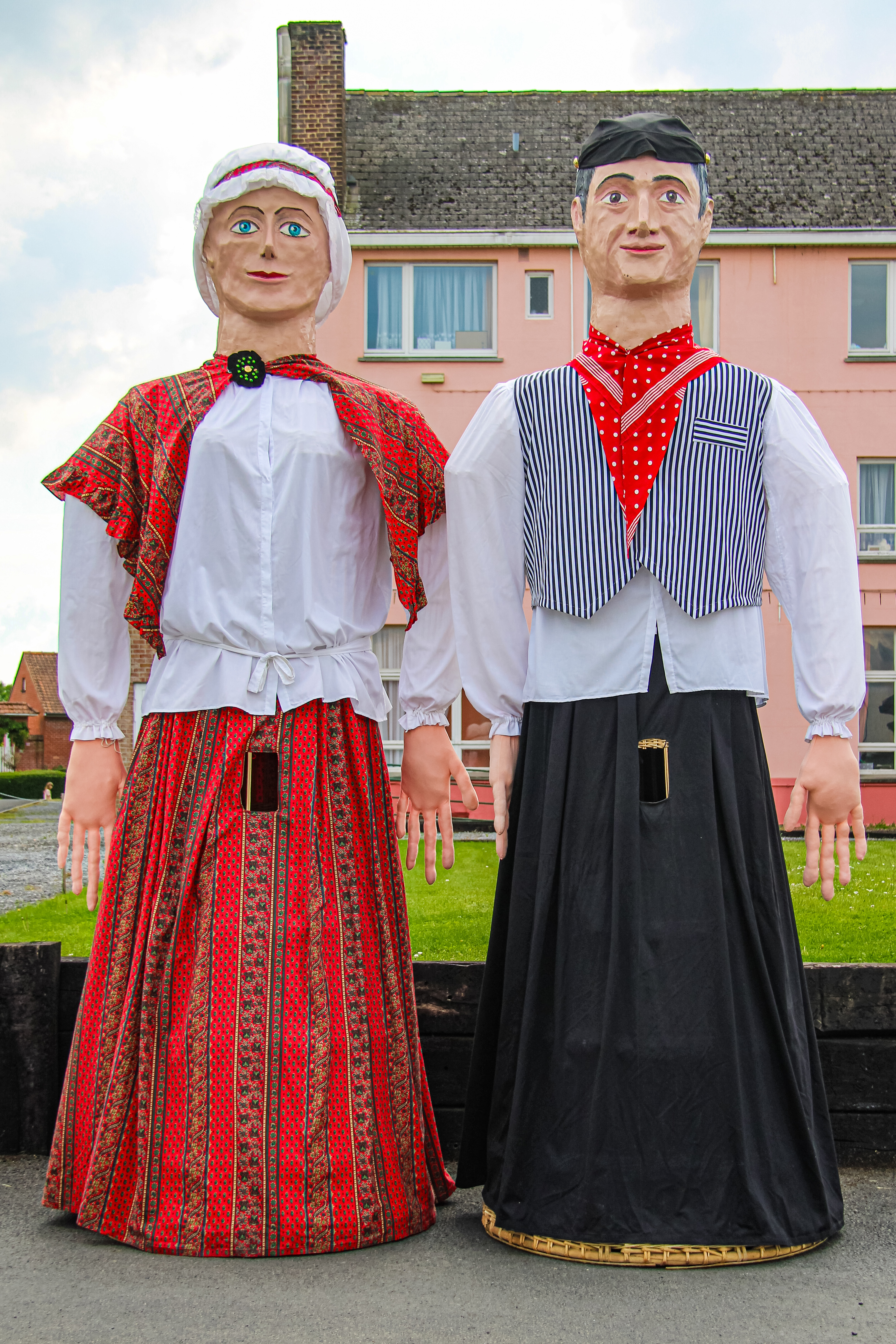
Jean-Jean et Jeannette.
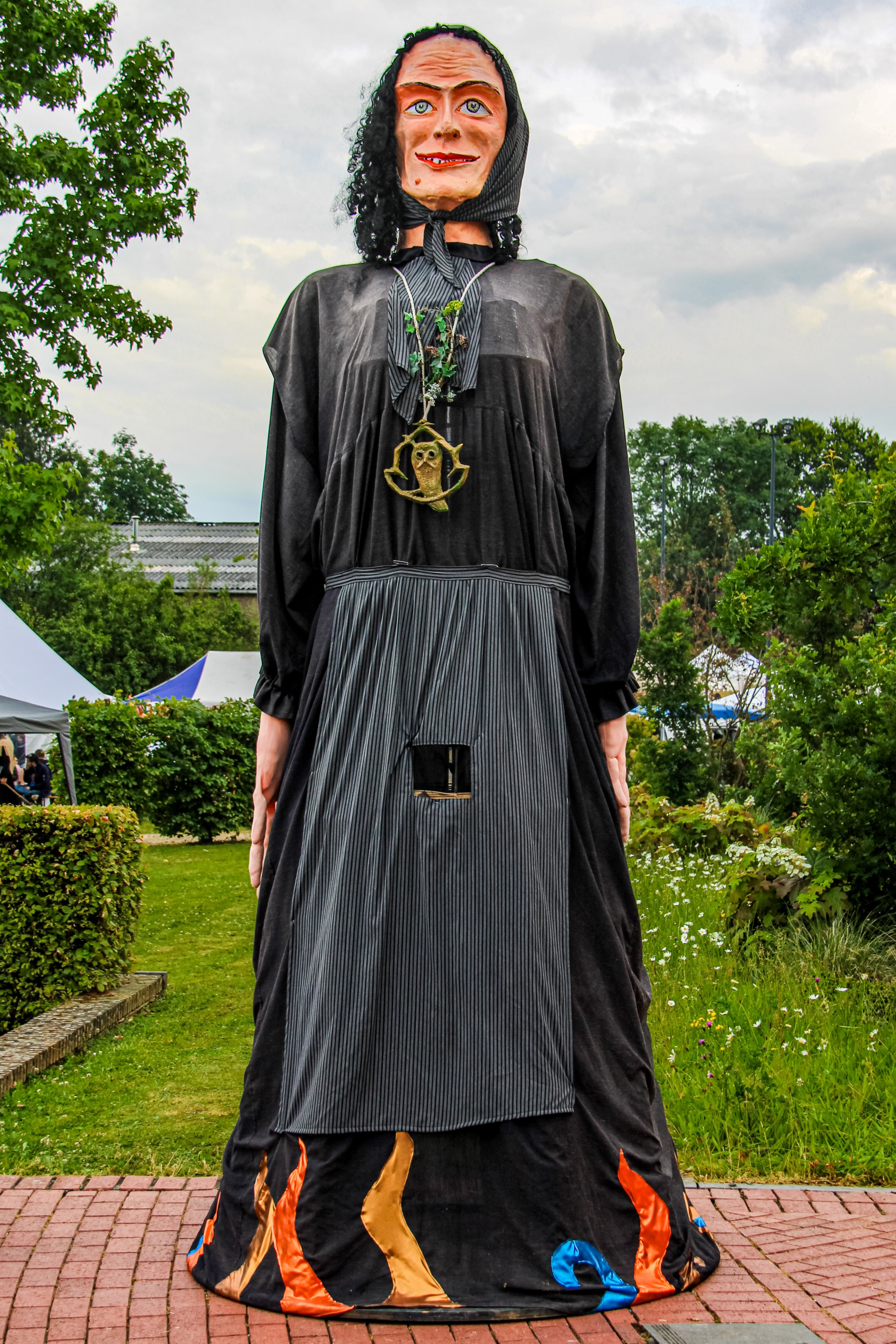
Quintine.
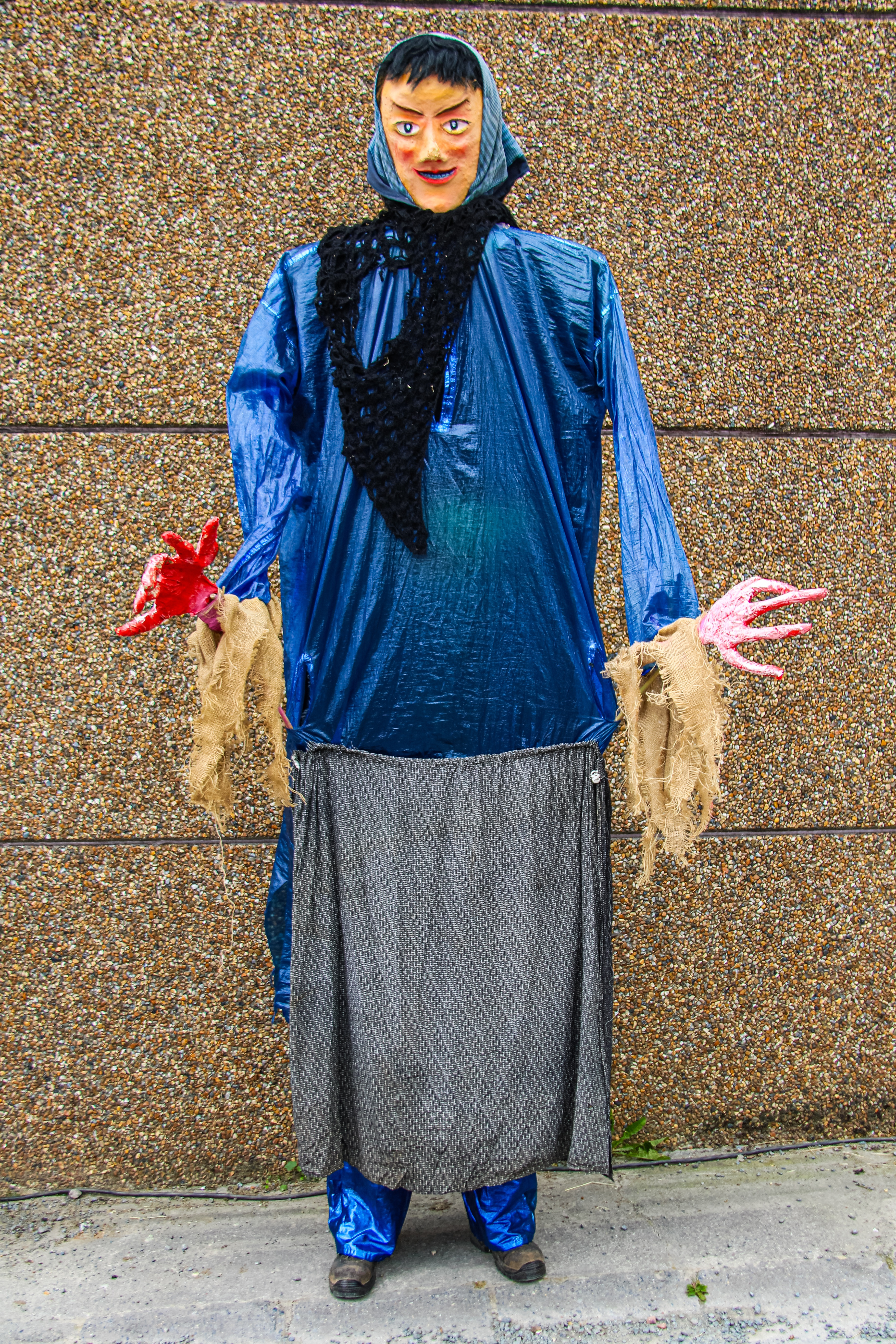
Malfada.
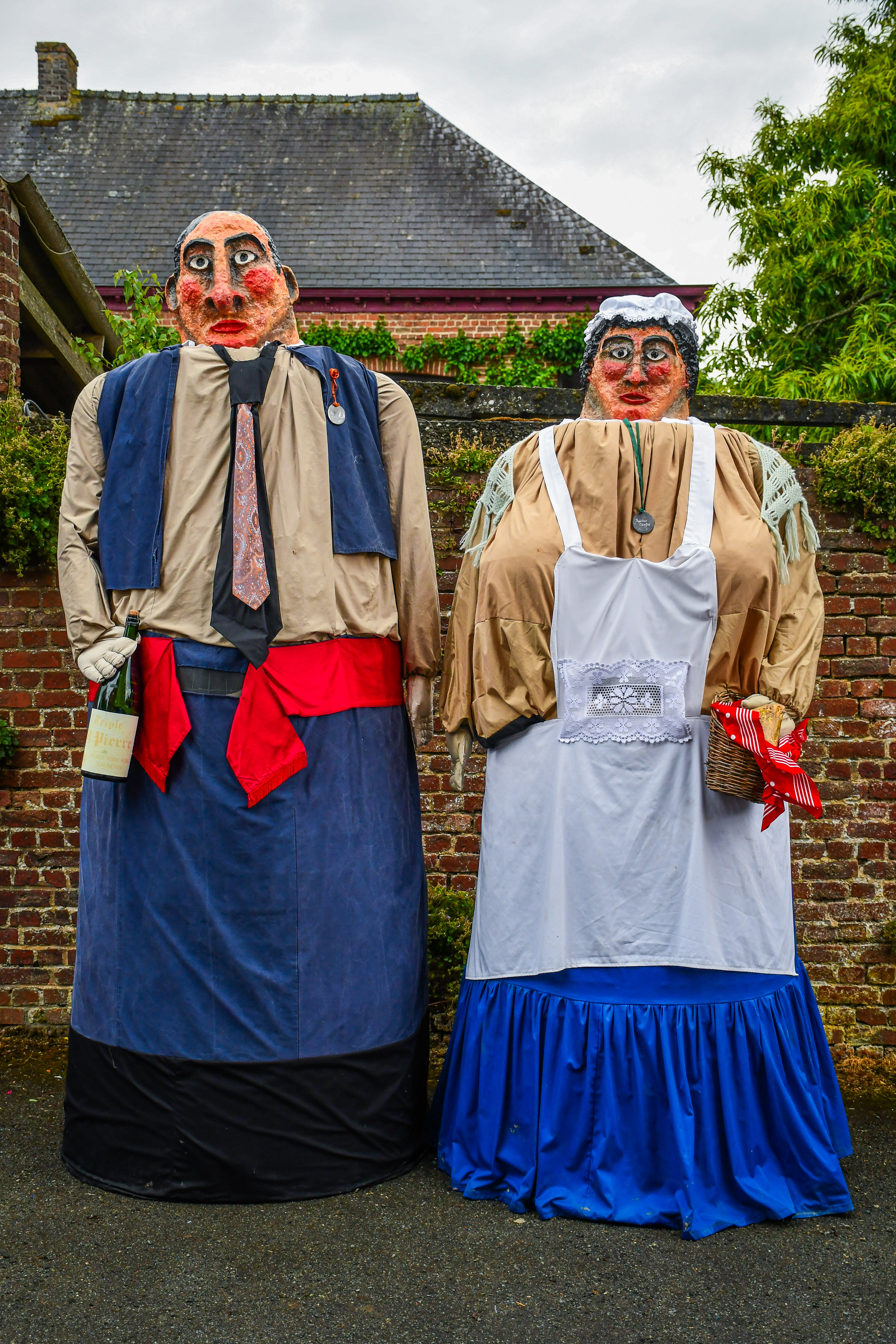
Jean Ronsse et Renelde.

### Gastronomie - Saveurs
La Brasserie Ellezelloise, rattachée à la brasserie d'Irchonwelz, produit et commercialise cinq bières dont la Quintine. On trouve un pâté à la Quintine .
Depuis 1984, la Confrérie gastronomique et philanthropique des Chaussons et de la Moinette promeut le terroir local.

## Personnalités liées à la commune
- Lamoral d'Egmont (1522-1568), comte d'Egmont, prince de Gavre, homme d'État des Pays-Bas espagnols, né le 18 novembre 1522 au château de Lahamaide à Lahamaide (Ellezelles). Il fut gouverneur de la Flandre et de l'Artois, membre du Conseil d'État (anciens Pays-Bas)[20] et de l'Ordre de la Toison d'or. Il meurt décapité le 5 juin 1568 sur la Grand-Place de Bruxelles[21].
- Quintine de le Clisserie (1572-1610), Ellezelloise présumée sorcière. Elle fut condamnée comme quatre autres femmes au bûcher par l'inquisition, le 26 octobre 1610.
- Louis Lambilotte (1796-1855), musicologue, organiste et jésuite né à Lahamaide, le 27 mars 1796.
- François-Joseph Cantraine (1801-1868), zoologiste belge et professeur à l'université de Gand, né à Ellezelles le 1er décembre 1801[22].
- Jean Vinois (1896-1965), industriel et un homme politique libéral né, ayant vécu et mort à Ellezelles[23].
- Jacques Vandewattyne (1932-1999), folkloriste, artiste pluridisciplinaire créateur du folk-art, de la géante Quintine et de nombreuses manifestations folkloriques, dont le Sabbat des sorcières en 1972.
- Michel Provost (1946-2025), artiste et historien[24].
- André Bertouille (né en 1932), ancien ministre, habitant d'Ellezelles, condisciple d'Elie Deworme à l'école d'Ellezelles [25]
- Elie Deworme (né en 1932), ancien ministre, condisciple d'André Bertouille à l'école d'Ellezelles [25]
- Christian Pieman, artiste folkloriste adepte du folk-art et agent communal de développement local[26].
- Charlie Dupont (1971-), acteur belge ayant vécu à Ellezelles[27].